# 447

## Decese
- dată necunoscută: Sozomenos  (n. 400)